# Lucia Zucchetti
Lucia Zucchetti (* 20. Jahrhundert in Monza) ist eine italienische Filmeditorin, die in England lebt.

## Leben
Lucia Zucchetti absolvierte ein Filmstudium an der University of Westminster in London. Nach einigen Kurzfilmen war Ratcatcher von Lynne Ramsay ihr erster Langfilm.
Für Die Queen wurde sie 2007 für den British Academy Film Award für den Besten Schnitt nominiert. Für Boy A wurde sie mit dem British Academy Television Award für den besten Schnitt (Fiction/Entertainment) ausgezeichnet. Für Game Change wurde sie für einen Primetime-Emmy nominiert.

## Filmografie (Auswahl)
- 1999: Ratcatcher
- 2002: Long Time Dead
- 2003: Intermission
- 2004: Der Kaufmann von Venedig (The Merchant of Venice)
- 2005: Lady Henderson präsentiert (Mrs. Henderson Presents)
- 2006: Die Queen (The Queen)
- 2007: Boy A
- 2009: Chéri – Eine Komödie der Eitelkeiten (Chéri)
- 2012: Game Change – Der Sarah-Palin-Effekt (Game Change)
- 2014: Testament of Youth
- 2016: Ihre beste Stunde – Drehbuch einer Heldin (Their Finest)
- 2016: Verräter wie wir (Our Kind of Traitor)
- 2017: Die Frau, die vorausgeht (Woman Walks Ahead)
- 2018: Colette
- 2020: Limbo
- 2020: The Crown (Fernsehserie, 1 Folge)
- 2023: One Life
- 2024: Der Salzpfad (The Salt Path)